# Heavy Metal Thunder (Sex Machineguns)
Heavy Metal Thunder è il quinto album in studio dei Sex Machineguns, pubblicato il 2 marzo del 2005 dalla Toshiba-EMI.

## Tracce
1. Heavy Metal Thunder-5.22
2. Densetsu No Catchball-4.31
3. Yakiniku Party-4.32
4. Brasil Carnival-3.48
5. Suspense Gekijou-5.39
6. Pandachan-3.18
7. Fumidai Shoko Undo-3.41
8. Frankenstein-6.08
9. Demae-do Icchokusen-4.12
10. Dancing Kacho-4.10
11. 4-4.29